# Esther Navero
Esther Navero (Madrid, 30 de julio de 2000) es una deportista española que compite en atletismo, especialista en las carreras de velocidad.
Debutó internacionalmente en el Campeonato Europeo de Atletismo de 2024, en la prueba de 4 × 100 m. Fue campeona de España de los 200 m en pista cubierta en 2024.
Participa en los Juegos Olímpicos de París 2024, en la prueba de 4 × 100 m.